# Prosperity (film)
Prosperity is een Amerikaanse dramafilm uit 1932 onder regie van Sam Wood. Destijds werd de film in Nederland uitgebracht onder de titel Geld is niet alles.

## Verhaal
Maggie Warren is het hoofd van een belangrijk bankiersgeslacht. Na het huwelijk van haar zoon John met Helen Praskins, draagt ze de leiding van de bank over aan hem. Maggie kan niet opschieten met de moeder van Helen. Ze dulden elkaar alleen maar omwille van hun kinderen en kleinkinderen. Bij de beurskrach van 1929 komt de bank van de familie Warren echter in zwaar weer terecht.

## Rolverdeling
| Acteur            | Personage             |
| ----------------- | --------------------- |
| Marie Dressler    | Maggie Warren         |
| Polly Moran       | Lizzie Praskins       |
| Anita Page        | Helen Praskins Warren |
| Norman Foster     | John Warren           |
| John Miljan       | Holland               |
| Jackie Lyn Dufton | Cissy Warren          |
| Jerry Tucker      | Buster Warren         |
| Charles Giblyn    | Burgemeester          |
| Frank Darien      | Erza Higgins          |
| Henry Armetta     | Henry                 |
| John Roche        | Knapp                 |